# Bistum Jashpur
Das Bistum Jashpur (lat.: Dioecesis Jashpurensis) ist eine in Chhattisgarh in Indien gelegene römisch-katholische Diözese mit Sitz in Jashpur.

## Geschichte
Papst Benedikt XVI. gründete es mit der Apostolischen Konstitution Ad efficacius consulendum am 23. März 2006 aus Gebietsabtretungen des Bistums Raigarh und unterstellte es dem Erzbistum Raipur als Suffragandiözese. 

## Bischöfe von Jashpur
- Victor Kindo (23. März 2006–12. Juni 2008, gestorben)
- Emmanuel Kerketta, seit dem 22. Dezember 2009